# ناحیه لیدن، شهرستان کوک، ایلینوی
ناحیه لیدن (به انگلیسی: Leyden Township) یک منطقهٔ مسکونی در ایالات متحده آمریکا است که در شهرستان کوک (ایلینوی) واقع شده‌است. ناحیه لیدن ۵۱٫۳۹ کیلومتر مربع مساحت دارد ۱۹۶ متر بالاتر از سطح دریا واقع شده‌است.